# 北方謙三
北方 謙三（きたかた けんぞう、1947年10月26日 - ）は、日本の小説家。

## 略歴
佐賀県唐津市生まれ。幼少時代を佐賀県で過ごす。実家は曾祖父の代から、唐津市で菓子屋を経営していた。父親は外国航路の船長だったため、会えるのは船が帰港する時だけで、その都度、神奈川県横浜市に会いに出かけていた。父親は、まだ幼く字が読めない謙三を児童書売り場に連れて行くことが多く、挿絵を見て話を想像していたことが、後に物語を生む原体験となった。父親は作家という職業に否定的な発言をしていたが、後述するデビュー後の低迷時代の謙三に「10年間、同じ場所でじっと我慢していられたら、何かが出てくるもんだ」と励まし、また再デビュー後の作品を密かに買い揃えていた。小学校5年の時に、同県川崎市に転居。芝中学校・高等学校卒業。同校で中村博保の指導を受ける。しかし、高校3年生の時に肺結核が見つかり、「修学不可」と宣告された。柔道部にいて健康に自信があっただけに、大きな衝撃を受けた。半年治療したが快復せず、健康診断書を「異常なし」に書き換えて、中央大学法学部に入学。
当時は、学生運動華やかなりし時代であり、北方自身も肺結核による精神的な重荷から喧嘩や全共闘運動に参加した。一方で小説を書くことに興味を抱き、また吉行淳之介のように結核持ちが多かった小説家としてなら、やっていけると考えるようになった。
中大在学中の1970年、純文学作品『明るい街へ』を同人誌に発表。同作が雑誌『新潮』編集者の目に留まり、学生運動でバリケード封鎖中に来訪を受けて転載の了承を依頼された。1970年3月号に掲載され、学生作家としてデビューを果たす。1973年に同大卒業。PR誌の企画スタッフや肉体労働をしながら小説執筆を続ける。デビュー時は「大江健三郎以来の学生作家」「天才」と『新潮』編集長に称賛されたが、その後の10年間は100本書いて雑誌掲載は3本のみで、持ち込み仲間の中上健次や立松和平より掲載率は低かった。そうした数少ない採用作をまとめてはどうかという相談を持ち掛けた集英社の若手編集者と話すうち、「暗い話を書いている場合じゃない」と路線転換を進められた。そうして1981年『弔鐘はるかなり』（『第二誕生日』改題）単行本デビュー。実質的な新人としては異例の“書き下ろし長編”による処女出版であり、二度目のデビューである。初版は8千部。翌1982年には、『逃がれの街』（『ふたりだけの冬』改題）も出版。その後『眠りなき夜』『さらば、荒野』『檻』とヒット作を次々と生み出し、“ハードボイルド小説の旗手”として一躍人気作家となり、「月刊北方」の異名を取るにいたる。。
1983年には『逃れの街』が、主演水谷豊、監督工藤栄一で映画化。以降『友よ、静かに瞑れ』（1985年）、『黒いドレスの女』（1987年）などが次々と映画化され、作家としての地位を築き上げる。1983年、日本冒険作家クラブの創設の発起人の一人となる。1989年、初の歴史小説として南北朝時代を舞台とした『武王の門』を発表。続く南北朝ものである『破軍の星』では、第4回柴田錬三郎賞を受賞。1996年、全13巻6500枚書き下ろしという大長編、北方版『三国志』の刊行が開始され、以降の歴史小説は、中国史へとその裾野を拡大。1999年には『水滸伝』が『小説すばる』で連載開始。前作を超える全19巻9500枚の超大作は、北上次郎によって「日本の大衆小説の最高峰」と評された。同作は2006年、第9回司馬遼太郎賞を受賞。「新しい歴史教科書をつくる会」賛同者に名を連ねる。2000年から2023年まで、直木三十五賞の選考委員を務める。他に吉川英治文学賞、江戸川乱歩賞、小説すばる新人賞の選考委員。

## 人物
- 「ハードボイルドの新星」[5]であったデビュー当時は、かつての日活映画のような雰囲気のアクション小説を書いているつもりであり、ハードボイルドの大御所レイモンド・チャンドラーも眼中に置かなかったと言う。むしろ白井喬二や大仏次郎、中里介山など明治・大正時代の大衆小説を復活させる気持ちで書いていた[6]。そのため、作家になってからしばらく、他の作家のハードボイルド小説に関する談話には入っていけなかったという。全くハードボイルドに馴染みがなかったというわけではなく、ダシール・ハメットの作品を一冊読んだことがあると明かしている[7]。

- 立松和平とは習作時代の仲間同士。立松によれば、自分の作品は時々採用されたが、北方のはまったく採用されなかったと言っている（「略歴」の項を参照）。大学では磯田光一に学んだことがあり、『逃がれの街』を刊行した頃、たまたま磯田に会い、「あれを発展させると新しい青春小説になる」と言われ、純文学の評論家の磯田がハードボイルドを読んでくれたことに驚いたという。

- ほぼ同時期にデビューした作家には、冒険小説・ハードボイルド小説作家である大沢在昌（1979年にデビュー）、船戸与一（同1979年）、佐々木譲（同1979年）、逢坂剛（同1980年）、志水辰夫（同1981年）らがおり、親交も厚い。

- 「男の死に様、すなわち如何に生きるか」を普遍的なテーマに創作活動をしている。

- 愛車のマセラティは、モータージャーナリストの徳大寺有恒の薦めで買ったという。自動車免許を取得したのはハードボイルド小説で成功してからであり、最初に所有した車がマセラティということである。船舶免許も所有しており、神奈川県の海岸に持つ別荘から愛船「ガイボタ」（ポルトガル語で「カモメ」の意味）でクルージングや釣りに出かける。釣った魚は自ら調理する。別荘では、自分に活を入れるため居合を行うこともある[2]。

- サントリーのマカを愛用[8]。

- 直木賞には、1983年に『檻』『友よ、静かに瞑れ』、1985年に『やがて冬が終われば』と都合三度候補になったが、受賞には至らなかった。一方で2000年に同賞の選考委員に就任しており、現在の直木賞選考委員で唯一の非受賞者である。
第128回（2003年）選考においては、当時ベストセラーだった横山秀夫の『半落ち』について、自ら関係団体に問い合わせた上で「現実味に欠ける」と指摘した（ただし、本作品の場合は現実的にありうることが後に判明している[9]）。このことで、横山が「直木賞決別宣言」をするという騒動に発展した。

- 親戚にGREAT3の片寄明人がいる。

- 若者向けの情報誌『ホットドッグ・プレス』にてハードボイルド人生相談「試みの地平線」を1986年から2002年まで長期にわたって連載し、10代の読者を愛情を込めて「小僧ども」と呼び、「ソープに行け」などの名文句が男性読者の人気を集めた。元々はエッセーの依頼を断ったら、相談でいいからと言われ、半年くらいならと引き受ける。最初は何もないから若い編集者の相談相手になり、開始から半年過ぎたころ、異常なくらい相談が来るようになり、とにかく相談が途切れることなく押し寄せた。それで16年続いた。毎回、「ソープに行け」と言っていたかのようなイメージで語られることが多いが、連載末期に担当者が調べたところ、実は4回しか言っていなかった[10]。ただし、「『Hot-Dog PRESS』2001年3月26日号の「北方謙三大特集」には「59回」という数字が記載され、「多い時で年9回」との集計もある[10]。また北方自身、ソープランドに行ったのは一回しかない（『月刊ビッグトゥモロウ』でのインタビュー[いつ?]より）。

- 1997年1月30日、藤岡信勝、西尾幹二らによって「新しい歴史教科書をつくる会」が設立されると[11][12]、各界著名人が賛意を表し、同年6月6日時点の賛同者は204人を数えた。北方もその中に名を連ねた[13]。

## 受賞・栄典
- 1983年 - 『眠りなき夜』で第1回日本冒険小説協会大賞（日本軍大賞）[14]、第4回吉川英治文学新人賞受賞[14]。
- 1984年 - 『檻』で第2回日本冒険小説協会大賞（日本軍大賞）受賞[14]。
- 1984年 - 『過去 リメンバー』で第11回角川小説賞受賞。
- 1985年 - 『渇きの街』で第38回日本推理作家協会賞（長篇部門）受賞[14]。
- 1985年 - 『明日なき街角』で第5回日本文芸大賞[15]受賞。
- 1986年 - ベストドレッサー賞受賞。
- 1991年 - 『破軍の星』で第4回柴田錬三郎賞受賞[14]。
- 1997年から2001年 - 第10代日本推理作家協会理事長。
- 2004年 - 『楊家将』で第38回吉川英治文学賞受賞。
- 2006年 - 『水滸伝』で第9回司馬遼太郎賞受賞[14]。
- 2007年 - 『独り群せず』で第1回舟橋聖一文学賞受賞[14]。
- 2010年 - 第13回日本ミステリー文学大賞受賞[14]。
- 2011年 - 『楊令伝』で第65回毎日出版文化賞受賞[14]。
- 2013年 - 紫綬褒章受章[14]。
- 2016年 - 第64回菊池寛賞受賞[14][16]。
- 2017年 - 『大水滸伝』シリーズで第6回歴史時代作家クラブ賞（特別功労賞）受賞。
- 2020年 - 旭日小綬章受章[17][18]
- 2023年 - 『チンギス紀』で第65回毎日芸術賞受賞[19]。

## 作品

### ハードボイルド小説（シリーズ）
“ブラディ・ドール BLOODY DOLL”シリーズ（全10冊）
架空の都市N市にある酒場「ブラディ・ドール」の経営者である川中良一を中心に展開されるハードボイルド小説。第1作の『さらば、荒野』と第10作『ふたたびの、荒野』が、川中良一を主人公とした一人称小説であり、その他の巻では、それぞれ別の人物を主人公としている。
- さらば、荒野（カドカワノベルズ 1983年 / 角川文庫 1985年 / ハルキ文庫 2016年 『ブラディ・ドール1』）
- 碑銘（角川書店 1986年 / 角川文庫 1987年 / ハルキ文庫 2016年 『ブラディ・ドール2』）
- 肉迫（角川書店 1987年 / 角川文庫 1990年 / ハルキ文庫 2017年 『ブラディ・ドール3』）
- 秋霜（角川書店 1987年 / 角川文庫 1990年 / ハルキ文庫 2017年 『ブラディ・ドール4』）
- 黒銹（角川書店 1988年 / 角川文庫 1991年 / ハルキ文庫 2017年 『ブラディ・ドール5』）
- 黙約（角川書店 1989年 / 角川文庫 1992年 / ハルキ文庫 2017年 『ブラディ・ドール6』）
- 残照（角川書店 1990年 / 角川文庫 1992年 / ハルキ文庫 2017年 『ブラディ・ドール7』）
- 鳥影（角川書店 1990年 / 角川文庫 1993年 / ハルキ文庫 2017年 『ブラディ・ドール8』）
- 聖域（角川書店 1991年 / 角川文庫 1993年 / ハルキ文庫 2018年 『ブラディ・ドール9』）
- ふたたびの、荒野 （角川書店 1992年 / 角川文庫 1993年 / ハルキ文庫 2018年 『ブラディ・ドール10』）

“約束の街”シリーズ
東京近郊の架空の都市S市に隣接するリゾートタウンにおける一大勢力である久納一族と、それを取り巻く人物たちによって展開されるハードボイルド小説。約束の街シリーズとブラディ・ドールシリーズは、『されど君は微笑む 約束の街6』で、N市「ブラディ・ドール」の川中良一がS市に現れ、両シリーズが合体、一つのシリーズとなる。(ブラディ・ドールシリーズ)
- 遠く空は晴れても（角川書店 1993年 / 角川文庫 1995年 『約束の街1』/ ハルキ文庫 2018年 『ブラディ・ドール11』）
- たとえ朝が来ても（角川書店 1994年 / 角川文庫 1996年 『約束の街2』/ ハルキ文庫 2018年 『ブラディ・ドール12』）
- 冬に光は満ちれど（角川書店 1995年 / 角川文庫 1997年 『約束の街3』/ ハルキ文庫 2018年 『ブラディ・ドール13』）
- 死がやさしく笑っても（角川書店 1996年 / 角川文庫 1999年 『約束の街4』/ ハルキ文庫 2018年 『ブラディ・ドール14』）
- いつか海に消え行く（角川書店 1998年 / 角川文庫 2001年 『約束の街5』/ ハルキ文庫 2019年 『ブラディ・ドール15』）
- されど君は微笑む（角川書店 2000年 / 角川文庫 2004年 『約束の街6』/ ハルキ文庫 2019年 『ブラディ・ドール16』）
- ただ風が冷たい日（角川書店 2004年 / 角川文庫 2007年 『約束の街7』/ ハルキ文庫 2019年 『ブラディ・ドール17』）
- されど時は過ぎ行く（角川書店 2009年 / 角川文庫 2015年 『約束の街8』/ ハルキ文庫 2019年 『ブラディ・ドール18』）

“谷道雄”シリーズ（全2冊）
弁護士・谷が主人公のシリーズ。
- 眠りなき夜（集英社 1982年 / 集英社文庫 1986年）
- 夜が傷つけた（集英社 1986年 / 集英社文庫 1990年）

“挑戦”シリーズ（全5冊）
- 挑戦 危険な夏（集英社 1985年 / 集英社文庫 1990年 『挑戦I』）
- 挑戦 冬の狼（集英社 1985年 / 集英社文庫 1990年 『挑戦II』）
- 挑戦 風の聖衣（集英社 1987年 / 集英社文庫 1990年 『挑戦III』）
- 挑戦 風群の荒野（集英社 1988年 / 集英社文庫 1990年 『挑戦IV』）
- 挑戦 いつか友よ（集英社 1988年 / 集英社文庫 1990年 『挑戦V』）

“老犬”シリーズ（全3冊）
『挑戦』シリーズや『眠りなき夜』『檻』などに脇役として登場した高樹警部の過去を描く。
- 傷痕（集英社 1989年 / 集英社文庫 1992年 『老犬シリーズ1』）
- 風葬（集英社 1989年 / 集英社文庫 1992年 『老犬シリーズ2』）
- 望郷（集英社 1990年 / 集英社文庫 1992年 『老犬シリーズ3』）

“美有”シリーズ（全2冊）
北方作品には珍しい女性を主人公に据えたもの。
- 雨は心だけ濡らす（光文社 1988年 / 光文社文庫 1991年 / 集英社文庫 2004年）
- 風の中の女（光文社 1988年 / 光文社文庫 1991年 / 集英社文庫 2004年）

“野崎”シリーズ（全3冊）
美有シリーズのスピンオフ。美有の恋人で私立探偵の野崎通が主人公。
- 不良の木（光文社 1991年 / 光文社文庫 1994年）
- 明日の静かなる時（光文社 1992年 / 光文社文庫 1995年）
- ガラスの獅子（光文社 1995年 / 光文社文庫 1999年）

“神尾”シリーズ（全6冊）
海洋冒険小説。
- 群青（集英社 1991年 / 集英社文庫 1994年 『神尾シリーズI』）
- 灼光（集英社 1991年 / 集英社文庫 1994年 『神尾シリーズII』）
- 炎天（集英社 1992年 / 集英社文庫 1995年 『神尾シリーズIII』）
- 流塵（集英社 1993年 / 集英社文庫 1996年 『神尾シリーズIV』）
- 風裂（集英社 2000年 / 集英社文庫 2002年 『神尾シリーズV』）
- 海嶺（集英社 2001年 / 集英社文庫 2003年 『神尾シリーズVI』）

“望月”シリーズ
カメラマン・望月を主人公としたシリーズ。
- 一日だけの狼（文藝春秋 1990年 / 文春文庫 1993年 / 角川文庫 2004年）
- 二月二日ホテル（文藝春秋 1992年 / 文春文庫 1995年 / 角川文庫 2005年）

“浅生”シリーズ
私立探偵・浅生を主人公としたシリーズ。
- 罅（ひび）（集英社 1997年 / 集英社文庫 2001年 改題『罅・街の詩』）
- 皸（ひび）（集英社 1998年 / 集英社文庫 2001年 改題『皸・別れの稼業』）

### ハードボイルド小説
- 逃がれの街（集英社 1982年 / 集英社文庫 1985年）
- 弔鐘はるかなり（集英社 1981年 / 集英社文庫 1985年）
- 鎖（講談社 1983年 / 講談社ノベルス 1985年 / 講談社文庫 1987年 / 文春文庫 2005年）
- 真夏の葬列（文藝春秋 1983年 / 文春文庫 1986年 / 講談社文庫 2005年）
- 逢うには、遠すぎる（集英社 1983年 / 集英社文庫 1986年 / 光文社文庫 2004年）
- 檻（集英社 1983年 / 集英社文庫 1987年）
- 友よ、静かに瞑れ（角川書店 1983年 / 角川文庫 1985年）
- 君に訣別の時を（講談社 1984年 / 講談社文庫 1987年 / 集英社文庫 2010年）
- 渇きの街（集英社 1984年 / 集英社文庫 1988年）
- 過去 リメンバー（角川書店 1984年 / 角川文庫 1985年）
- あれは幻の旗だったのか（双葉社 1984年 / 集英社文庫 1987年）
- やがて冬が終われば（文藝春秋 1984年 / 文春文庫 1987年）
- 夜より遠い闇（徳間書店 1984年 / 徳間文庫 1988年 / 光文社文庫 2000年）
- 明日なき街角（新潮社 1985年 / 新潮文庫 1987年 / 徳間文庫 2006年）
- 黒いドレスの女（角川書店 1985年 / 角川文庫 1986年）
- 烈日（講談社 1985年 / 講談社文庫 1988年 / 徳間文庫 2004年）
- 二人だけの勲章（角川書店 1985年 / 角川文庫 1986年）
- 錆（光文社 1985年 / 光文社文庫 1988年 / 徳間文庫 2009年）
- 夜よおまえは（集英社 1985年 / 集英社文庫 1988年 / 徳間文庫 2002年）
- われらが時の輝き（講談社 1986年 / 講談社文庫 1989年）
- ふるえる爪（集英社 1986年 / 集英社文庫 1989年 / 光文社文庫 2005年）
- 魂の岸辺（講談社 1986年 / 講談社文庫 1989年 / 集英社文庫 2009年）
- 牙（小学館 1986年 / 集英社文庫 1989年）
- 冬こそ獣は走る（新潮社 1986年 / 新潮文庫 1990年 / 光文社文庫 2010年）
- 逆光の女（角川書店 1987年 / 角川文庫 1988年 / 講談社文庫 2001年）
- 夜の終り（講談社 1987年 / 講談社文庫 1990年）
- 愚者の街（集英社 1987年 / 集英社文庫 1991年 / 徳間文庫 2003年）
- 標的（光文社 1987年 / 光文社文庫 1990年 / 徳間文庫 2000年）
- いつか時が汝を（中央公論社 1988年 / 中公文庫 1991年 / 幻冬舎文庫 1997年）徳間文庫
- 帰路《連作短編》（講談社 1988年 / 講談社文庫 1991年）
- 火焔樹（講談社 1989年 / 講談社文庫 1992年 / 徳間文庫 2005年）
- 傷だらけのマセラッティ（徳間書店 1989年 / 徳間文庫 1992年 / 光文社文庫 2009年）
- 秋ホテル（講談社 1990年 / 講談社文庫 1993年 / 角川文庫 2001年）
- 棒の哀しみ（新潮社 1990年 / 新潮文庫 1994年 / 集英社文庫 2009年）
- 水色の犬（徳間書店 1991年 / 徳間文庫 1994年）
- 錆びた浮標（ブイ）（講談社 1992年 / 講談社文庫 1995年）
- いつか光は匂いて《短編集》（講談社 1993年 / 講談社文庫 1996年）
- 汚名の広場（講談社 1993年 / 講談社文庫 1996年）
- 約束（幻冬舎 1994年 / 幻冬舎文庫 1997年）
- わが叫び遠く（文藝春秋 1994年 / 文春文庫 1997年）
- そして彼が死んだ（集英社 1994年 / 集英社文庫 1997年）講談社文庫
- 行きどまり（徳間書店 1994年 / 徳間文庫 1998年 / 講談社文庫 2004年）
- 彼が狼だった日（集英社 1995年 / 集英社文庫 2000年）
- 再会（幻冬舎 1995年 / 幻冬舎文庫 1998年）
- 冬の眠り（幻冬舎 1996年 / 幻冬舎文庫 1999年 / 文春文庫 2004年）
- 夜を待ちながら（幻冬舎 1999年 / 幻冬舎文庫 2002年）
- 白日（小学館 1999年 / 小学館文庫 2002年 / 文春文庫 2005年）
- 擬態（文藝春秋 2001年 / 文春文庫 2004年）
- コースアゲイン《短編集》（集英社 2002年 / 集英社文庫 2005年）
- 煤煙（講談社 2003年 / 講談社文庫 2006年）

### 歴史小説
【】内は主人公
平安時代
- 絶海にあらず【藤原純友】（中央公論新社 2005年 / 上・下巻 中公文庫 2008年）

南北朝時代
北方が初めて手がけた歴史小説である一連の南北朝ものは、俗に“北方太平記”と呼ばれる。
- 武王の門【懐良親王】（上・下巻 新潮社 1989年 / 上・下巻 新潮文庫 1993年）
  - 『週刊新潮』1988年から1989年まで連載、以下は書き下ろし。
- 破軍の星【北畠顕家】（集英社 1990年 / 集英社文庫 1993年）
- 陽炎の旗 （新潮社 1991年 / 新潮文庫 1995年） - 「武王の門」続編。
- 悪党の裔【赤松則村】（中央公論社 1992年 / 上・下巻 中公文庫 1995年）
  - 『中央公論』1991年12月号から92年10月号に連載。
- 道誉なり【佐々木道誉】（中央公論社 1995年 / 上・下巻 中公文庫 1999年）
- 波王の秋 （集英社 1996年 / 集英社文庫 1998年）
- 楠木正成【楠木正成】（中央公論新社 2000年 / 上・下巻 中公文庫 2003年）

室町時代
- 魂の沃野（上・下巻 中央公論新社 2016年 / 上・下巻 中公文庫 2019年） - 加賀一向一揆を背景に地侍・風谷小十郎の活躍を描く。

江戸時代 - 幕末
- 余燼（上・下巻 講談社 1996年 / 上・下巻 講談社文庫 1999年） - 「天明の打ちこわし」を背景に描く活劇。
- 林蔵の貌【間宮林蔵】（集英社 1994年 /集英社文庫 1996年 / 新潮文庫 2003年）
- 草莽枯れ行く【相楽総三】（集英社 1999年 / 集英社文庫 2002年）
- 黒龍の柩【土方歳三】（毎日新聞社 2002年 / 上・下巻 幻冬舎文庫 2005年）
- 杖下に死す（文藝春秋 2003年 / 文春文庫 2006年） - 大塩平八郎の乱を背景に、剣客・光武利之の活躍を描く。
- 独り群せず（文藝春秋 2007年） - 『杖下に死す』続編。

剣豪小説
“日向景一郎”シリーズ
- 風樹の剣（新潮社 1993年 / 新潮文庫 1996年 『日向景一郎シリーズ1』）
- 降魔の剣（新潮社 1997年 / 新潮文庫 2000年 『日向景一郎シリーズ2』）
- 絶影の剣（新潮社 2000年 / 新潮文庫 2002年 『日向景一郎シリーズ3』）
- 鬼哭の剣（新潮社 2003年 / 新潮文庫 2006年 『日向景一郎シリーズ4』）
- 寂滅の剣（新潮社 2010年）

- 活路（講談社 1995年 / 講談社文庫 1998年）

中国史
“大水滸”シリーズ
- 水滸伝（集英社、全19巻、2000年 - 2005年）のち文庫 
  - 説話の寄せ集めであった『水滸伝』を時制、人物描写を再構築することで、より現実的な話としている。

- 楊令伝（集英社、全15巻、2007年 - 2010年）のち文庫
  - 「水滸伝」の続編。官軍に敗北後、楊志の遺児、楊令を新たに棟梁に迎えて再起した梁山泊軍の活躍を描く。

- 岳飛伝（集英社、全17巻、2012年 - 2016年）のち文庫
  - 中華最大の英雄・岳飛を主人公に、梁山泊軍や金軍との戦いを描く三部作完結編。

- 三国志（角川春樹事務所、全13巻、1996年 - 1998年）のち文庫
  - 『三国志演義』とは異なり正史を基とした作品構成であり、登場人物の描写が独特。
- 楊家将（PHP研究所、上下巻、2003年）のち文庫
  - 中国で『三国志』と人気を二分する物語『楊家将演義』。主人公は宋時代の英雄・楊業と七人の息子たち。
- 血涙 新楊家将（PHP研究所、上下巻、2006年）のち文庫 
  - 『楊家将』から2年後が舞台。主人公は遼に降った将軍・石幻果と、楊業の六男・楊六郎延昭。
- 史記 武帝紀（角川春樹事務所、全7巻、2008年 - 2012年）のち文庫

モンゴル史
- チンギス紀（集英社、全17巻、2018年 - 2023年）

近代史
- 望郷の道（上・下巻 幻冬舎 2009年）
  - 曾祖父・森平太郎（ニイタカドロップなどで知られた新高製菓創業者）をモデルとした立志伝。『日本経済新聞』朝刊2007年8月から2008年9月掲載。全409回。

### その他小説
- 遠い港（講談社 1991年 / 講談社文庫 1994年 / 角川文庫 1998年）
- 明るい街へ《初期純文学短編集》（集英社 1996年 / 集英社文庫 1999年）
- 夜の眼（講談社 1998年 / 講談社文庫 2000年）
- 旅のいろ（講談社 2006年 / 講談社文庫 2009年）
- 抱擁 北方謙三恋愛小説集 （徳間文庫 2001年）

### エッセイ等
- 第二誕生日（集英社文庫 1985年）【エッセイ集】
- 男はハードボイルド（KKベストセラーズ 1985年 / ワニ文庫 1993年）【書き下ろしエッセイ】
- 今夜はあの男の話をしよう 田中光二、北方謙三、大沢在昌が語り合う男のロマン(田中光二、大沢在昌共著 実業之日本社、1985年）【鼎談】
- 疾走の夏 アメリカン・ブルーハイウェイ （新潮文庫 1986年）【紀行文】
- 遠く、ただ遠く（光文社 1986年 / 光文社文庫 1989年）【紀行文】
- 日付変更線（講談社 1986年 / 講談社文庫 1992年 / 幻冬舎文庫 1997年）【自伝的エッセイ】
- 俺たちと唄おう!北方謙三・美保純青春相対問答 （集英社文庫 1986年）【人生相談】
- 愛しき女たち（主婦の友社 1987年 / 集英社文庫 1991年 改題『愛しき女たちへ』）
- 試みの地平線（講談社 1988年 / 講談社+α文庫 1993年）『ホットドッグ・プレス』連載の人生相談
- 魂（ブルース）の十字路（勁文社 1990年）【写真家・長浜治との共著】
- 国境流浪（平凡社 1990年）【写真家・秋山忠右との共著】
- 続 試みの地平線（講談社 1990年）
- 黒き肌への旅（学研 1992年）【写真集】
- 男のホンネ・女のホンネ（三笠書房 1993年）
- 風待ちの港で（ホーム社 1999年 / 集英社文庫 2003年）【エッセイ集】
- 男が惚れる男の条件（PHP研究所 2000年）
- 男たちの荒野（まち）ブラディ・ドール読本（角川文庫 2001年）【編著】
- 男たちの長い旅（トクマノベルズ 2004年 / 徳間文庫 2006年）【共著】
- 闇に香るもの（新潮社 2004年）【アンソロジー】
- 人生訓なんて蹴っ飛ばせ（PHP文庫 2005年）
- 替天行道 北方水滸伝読本（集英社 2005年 / 集英社文庫 2008年）【編著】
- 誇りたかき掟（カドカワノベルズ 2007年）【アンソロジー】
- 北方謙三の『水滸伝』ノート（日本放送出版協会・生活人新書 2009年）
- 十字路が見える（新潮社 2015年 / 新潮文庫 2016年）【『週刊新潮』連載エッセイの単行本化】[21]
- いまそこにいる君は：十字路が見える（新潮社 2016年）
- 荒野に立てば：十字路が見える（新潮社 2017年）
- 生きるための辞書：十字路が見える（新潮社 2020年）
- 完全版 十字路が見える（岩波書店、全4巻、2023年1-3月）[22][23]
  - Ⅰ 東風に誘われ ISBN 978-4000266574
  - Ⅱ 西陽の温もり ISBN 978-4000266581
  - Ⅲ 南雲を指して ISBN 978-4000266598
  - Ⅳ 北斗に誓えば ISBN 978-4000266604

### 児童書
- シロは死なない（小学館 1990年、作画は浦沢直樹）
- くらやみに星をひろえ（小学館 1991年、作画は東元）

## テレビドラマ出演
- ベイシティ刑事 第19話「復讐…」(1988年2月17日) 友情出演

## バラエティ
- おもしろクイズBOX（日本テレビ）（レギュラー解答者）（1983年〜1985年）
- ビッグ・ウエンズデー
- タイプライターズ〜物書きの世界〜（フジテレビ、2020年7月18日）

## 映画出演
- キャバレー（1986年）ゲスト出演